# Ihaab Boussefi
Ihaab Boussefi (23 giugno 1985) è un calciatore libico, di ruolo attaccante.

## Carriera
Ha vestito la maglia della Nazionale libica tra il 2011 e il 2012.